# 朱鲁族
朱鲁族（朱鲁语：Churu）是越南官方认定的54个民族之一，分布在越南中部高原的林同省，人口接近15,000人。他们说朱鲁语，是南岛语系马来-波利尼西亚语族的一种语言。
朱鲁族与占族关系密切，为中部高原一带最先进的民族。法属印度支那时期，大叻一带最具影响力的领袖都是朱鲁族人物。